# Grammy Awards 2019
Die Grammy Awards 2019 wurden am 10. Februar im Staples Center von Los Angeles verliehen. Es ist die 61. Vergabe der Grammys, dem wichtigsten US-amerikanischen Musikpreis. Musiker, Liedautoren und weitere erfolgreiche Akteure des Musikgeschäfts werden in 84 verschiedenen Kategorien ausgezeichnet. Grundlage waren Veröffentlichungen zwischen dem 1. Oktober 2017 und dem 30. September 2018. Die Nominierungen wurden am 7. Dezember 2018 bekanntgegeben. In Deutschland wird die Show am 11. Februar 2019 um 21:50 Uhr im öffentlich-rechtlichen Spartenkanal one gezeigt.
Durch den Abend führte Sängerin Alicia Keys.

## Hauptkategorien
Single des Jahres (Record of the Year):
- This Is America von Childish Gambino
- nominiert waren außerdem:
  - I Like It von Cardi B, Bad Bunny & J Balvin
  - The Joke von Brandi Carlile
  - God’s Plan von Drake
  - Shallow von Lady Gaga & Bradley Cooper
  - All the Stars von Kendrick Lamar & SZA
  - Rockstar von Post Malone featuring 21 Savage
  - The Middle von Zedd, Maren Morris & Grey

Album des Jahres (Album of the Year):
- Golden Hour von Kacey Musgraves
- nominiert waren außerdem:
  - Invasion of Privacy von Cardi B
  - By the Way, I Forgive You von Brandi Carlile
  - Scorpion von Drake
  - H.E.R. von H.E.R.
  - Beerbongs & Bentleys von Post Malone
  - Dirty Computer von Janelle Monáe
  - Black Panther: The Album von verschiedenen Interpreten

Song des Jahres (Song of the Year):
- This Is America von Childish Gambino (Autoren: Donald Glover, Ludwig Göransson, Jeffery Lamar Williams)
- nominiert waren außerdem:
  - All the Stars von Kendrick Lamar & SZA (Autoren: Kendrick Duckworth, Solána Rowe, Al Shuckburgh, Mark Spears, Anthony Tiffith)
  - Boo’d Up von Ella Mai (Autoren: Larrance Dopson, Joelle James, Ella Mai, Dijon McFarlane)
  - God’s Plan von Drake (Autoren: Aubrey Graham, Daveon Jackson, Brock Korsan, Ron LaTour, Matthew Samuels, Noah Shebib)
  - In My Blood von Shawn Mendes (Autoren: Teddy Geiger, Scott Harris, Shawn Mendes, Geoffrey Warburton)
  - The Joke von Brandi Carlile (Autoren: Brandi Carlile, Dave Cobb, Phil Hanseroth, Tim Hanseroth)
  - The Middle von Zedd, Maren Morris & Grey (Autoren: Sarah Aarons, Jordan K. Johnson, Stefan Johnson, Marcus Lomax, Kyle Trewartha, Michael Trewartha, Anton Zaslavski)
  - Shallow von Lady Gaga & Bradley Cooper (Autoren: Lady Gaga, Mark Ronson, Anthony Rossomando, Andrew Wyatt)

Bester neuer Künstler (Best New Artist):
- Dua Lipa
- nominiert waren außerdem:
  - Chloe x Halle
  - Luke Combs
  - Greta Van Fleet
  - H.E.R.
  - Margo Price
  - Bebe Rexha
  - Jorja Smith

## Pop
Beste Pop-Solodarbietung (Best Pop Solo Performance):
- Joanne (Where Do You Think You’re Goin’?) von Lady Gaga
- nominiert waren außerdem:
  - Colors von Beck
  - Havana (Live) von Camila Cabello
  - God Is a Woman von Ariana Grande
  - Better Now von Post Malone

Beste Popdarbietung eines Duos / einer Gruppe (Best Pop Duo / Group Performance):
- Shallow von Lady Gaga & Bradley Cooper
- nominiert waren außerdem:
  - Fall in Line von Christina Aguilera featuring Demi Lovato
  - Don’t Go Breaking My Heart von den Backstreet Boys
  - ’S Wonderful von Tony Bennett & Diana Krall
  - Girls Like You von Maroon 5 featuring Cardi B
  - Say Something von Justin Timberlake featuring Chris Stapleton
  - The Middle von Zedd, Maren Morris & Grey

Bestes Gesangsalbum – Traditioneller Pop (Best Traditional Pop Vocal Album):
- My Way von Willie Nelson
- nominiert waren außerdem:
  - Love Is Here to Stay von Tony Bennett & Diana Krall
  - Nat “King” Cole & Me von Gregory Porter
  - Standards (Deluxe) von Seal
  - The Music … the Mem’ries … the Magic! von Barbra Streisand

Bestes Gesangsalbum – Pop (Best Pop Vocal Album):
- Sweetener von Ariana Grande
- nominiert waren außerdem:
  - Camila von Camila Cabello
  - Meaning of Life von Kelly Clarkson
  - Shawn Mendes von Shawn Mendes
  - Beautiful Trauma von Pink
  - Reputation von Taylor Swift

## Dance / Electronic Music
Beste Dance-Aufnahme (Best Dance Recording):
- Electricity von Silk City & Dua Lipa featuring Diplo & Mark Ronson
- nominiert waren außerdem:
  - Northern Soul von Above & Beyond featuring Richard Bedford
  - Ultimatum von Disclosure (featuring Fatoumata Diawara)
  - Losing It von Fisher
  - Ghost Voices von Virtual Self

Bestes Dance-/Electronic-Album (Best Dance/Electronic Album):
- Woman Worldwide von Justice
- nominiert waren außerdem:
  - Singularity von Jon Hopkins
  - Treehouse von Sofi Tukker
  - Oil of Every Pearl’s Un-Insides von Sophie
  - Lune Rouge von Tokimonsta

## Zeitgenössische Instrumentalmusik
Bestes zeitgenössisches Instrumentalalbum (Best Contemporary Instrumental Album):
- Steve Gadd Band von der Steve Gadd Band
- nominiert waren außerdem:
  - The Emancipation Procrastination von Christian Scott aTunde Adjuah
  - Modern Lore von Julian Lage
  - Laid Black von Marcus Miller
  - Protocol 4 von Simon Phillips

## Rock
Beste Rock-Darbietung (Best Rock Performance):
- When Bad Does Good von Chris Cornell (posthum)
- nominiert waren außerdem:
  - Four Out of Five von den Arctic Monkeys
  - Made an America von The Fever 333
  - Highway Tune von Greta Van Fleet
  - Uncomfortable von Halestorm

Beste Metal-Darbietung (Best Metal Performance):
- Electric Messiah von High on Fire
- nominiert waren außerdem:
  - Condemned to the Gallows von Between the Buried and Me
  - Honeycomb von Deafheaven
  - Betrayer von Trivium
  - On My Teeth von Underoath

Bester Rocksong (Best Rock Song):
- Masseduction von St. Vincent (Autoren: Jack Antonoff, St. Vincent)
- nominiert waren außerdem:
  - Black Smoke Rising von Greta Van Fleet (Autoren: Jacob Thomas Kiszka, Joshua Michael Kiszka, Samuel Francis Kiszka, Daniel Robert Wagner)
  - Jumpsuit von Twenty One Pilots (Autor: Tyler Joseph)
  - Mantra von Bring Me the Horizon (Autoren: Jordan Fish, Matthew Kean, Lee Malia, Matthew Nicholls, Oliver Sykes)
  - Rats von Ghost (Autoren: Tom Dalgety, A Ghoul Writer)

Bestes Rock-Album (Best Rock Album):
- From the Fires von Greta Van Fleet
- nominiert waren außerdem:
  - Rainier Fog von Alice in Chains
  - Mania von Fall Out Boy
  - Prequelle von Ghost
  - Pacific Daydream von Weezer

## Alternative
Bestes Alternative-Album (Best Alternative Music Album):
- Colors von Beck
- nominiert waren außerdem:
  - Tranquility Base Hotel + Casino von den Arctic Monkeys
  - Utopia von Björk
  - American Utopia von David Byrne
  - Masseduction von St. Vincent

## R&B
Beste R&B-Darbietung (Best R&B Performance):
- Best Part von H.E.R. featuring Daniel Caesar
- nominiert waren außerdem:
  - Long as I Live von Toni Braxton
  - Summer von den Carters
  - YOY von Lalah Hathaway
  - First Began von PJ Morton

Beste Darbietung – Traditioneller R&B (Best Traditional R&B Performance):
- Bet Ain’t Worth the Hand von Leon Bridges und
- How Deep Is Your Love von PJ Morton featuring Yebba
- nominiert waren außerdem:
  - Don’t Fall Apart on Me Tonight von Bettye LaVette
  - Honest von Major
  - Made for Love von Charlie Wilson featuring Lalah Hathaway

Bester R&B-Song (Best R&B Song):
- Boo’d Up von Ella Mai (Autoren: Larrance Dopson, Joelle James, Ella Mai, Dijon McFarlane)
- nominiert waren außerdem:
  - Come Through and Chill von Miguel featuring J. Cole & Salaam Remi (Autoren: Jermaine Cole, Miguel Pimentel, Salaam Remi)
  - Feels like Summer von Childish Gambino (Autoren: Donald Glover, Ludwig Göransson)
  - Focus von H.E.R. (Autoren: Darhyl Camper Jr., Gabriella Wilson, Justin Love)
  - Long as I Live von Toni Braxton (Autoren: Paul Boutin, Toni Braxton, Antonio Dixon)

Bestes Urban-Contemporary-Album (Best Urban Contemporary Album):
- Everything Is Love von den Carters
- nominiert waren außerdem:
  - The Kids Are Alright von Chloe x Halle
  - Chris Dave and the Drumhedz von Chris Dave and the Drumhedz
  - War & Leisure von Miguel
  - Ventriloquism von Meshell Ndegeocello

Bestes R&B-Album (Best R&B Album):
- H.E.R. von H.E.R.
- nominiert waren außerdem:
  - Sex & Cigarettes von Toni Braxton
  - Good Thing von Leon Bridges
  - Honestly von Lalah Hathaway
  - Gumbo Unplugged (Live) von PJ Morton

## Rap
Beste Rap-Darbietung (Best Rap Performance):
- King’s Dead von Kendrick Lamar, Jay Rock, Future & James Blake und
- Bubblin von Anderson .Paak
- nominiert waren außerdem:
  - Be Careful von Cardi B
  - Nice for What von Drake
  - Sicko Mode von Travis Scott, Drake, Big Hawk & Swae Lee

Beste Darbietung – Rap/Gesang (Best Rap/Sung Performance):
- This Is America von Childish Gambino
- nominiert waren außerdem:
  - Like I Do von Christina Aguilera featuring GoldLink
  - Pretty Little Fears von 6lack featuring J. Cole
  - All the Stars von Kendrick Lamar & SZA
  - Rockstar von Post Malone featuring 21 Savage

Bester Rap-Song (Best Rap Song):
- God’s Plan von Drake (Autoren: Aubrey Graham, Daveon Jackson, Brock Korsan, Ron LaTour, Matthew Samuels, Noah Shebib)
- nominiert waren außerdem:
  - King’s Dead von Kendrick Lamar, Jay Rock, Future & James Blake (Autoren: Kendrick Duckworth, Samuel Gloade, James Litherland, Johnny McKinzie, Mark Spears, Travis Walton, Nayvadius Wilburn, Michael Williams II)
  - Lucky You von Eminem featuring Joyner Lucas (Autoren: Ray Fraser, Gary Lucas, Marshall Mathers, Matthew Samuels, Jahaan Sweet)
  - Sicko Mode von Travis Scott, Drake, Big Hawk & Swae Lee (Autoren: Khalif Brown, Rogét Chahayed, BryTavious Chambers, Mike Dean, Mirsad Dervic, Kevin Gomringer, Tim Gomringer, Aubrey Graham, John Edward Hawkins, Chauncey Hollis, Jacques Webster, Ozan Yildirim, Cydel Young)
  - Win von Jay Rock (Autoren: Kendrick Duckworth, Anderson Hernandez, Johnny McKinzie, Matthew Samuels, Corey Thompson)

Bestes Rap-Album (Best Rap Album):
- Invasion of Privacy von Cardi B
- nominiert waren außerdem:
  - Swimming von Mac Miller
  - Victory Lap von Nipsey Hussle
  - Daytona von Pusha T
  - Astroworld von Travis Scott

## Country
Beste Country-Solodarbietung (Best Country Solo Performance):
- Butterflies von Kacey Musgraves
- nominiert waren außerdem:
  - Wouldn’t It Be Great? von Loretta Lynn
  - Mona Lisas and Mad Hatters von Maren Morris
  - Millionaire von Chris Stapleton
  - Parallel Line von Keith Urban

Beste Countrydarbietung eines Duos oder einer Gruppe (Best Country Duo/Group Performance):
- Tequila von Dan + Shay
- nominiert waren außerdem:
  - Shoot Me Straight von den Brothers Osborne
  - When Someone Stops Loving You von Little Big Town
  - Dear Hate von Maren Morris featuring Vince Gill
  - Meant to Be von Bebe Rexha & Florida Georgia Line

Bester Countrysong (Best Country Song):
- Space Cowboy von Kacey Musgraves (Autoren: Luke Laird, Shane McAnally, Kacey Musgraves)
- nominiert waren außerdem:
  - Break Up in the End von Cole Swindell (Autoren: Jessie Jo Dillon, Chase McGill, Jon Nite)
  - Dear Hate von Maren Morris featuring Vince Gill (Autoren: Tom Douglas, David Hodges, Maren Morris)
  - I Lived It von Blake Shelton (Autoren: Rhett Akins, Ross Copperman, Ashley Gorley, Ben Hayslip)
  - Tequila von Dan + Shay (Autoren: Nicolle Galyon, Jordan Reynolds, Dan Smyers)
  - When Someone Stops Loving You von Little Big Town (Autoren: Hillary Lindsey, Chase McGill, Lori McKenna)

Bestes Countryalbum (Best Country Album):
- Golden Hour von Kacey Musgraves
- nominiert waren außerdem:
  - Unapologetically von Kelsea Ballerini
  - Port Saint Joe von den Brothers Osborne
  - Girl Going Nowhere von Ashley McBryde
  - From A Room: Volume 2 von Chris Stapleton

## New Age
Bestes New-Age-Album (Best New Age Album):
- Opium Moon von Opium Moon
- nominiert waren außerdem:
  - Hiraeth von Lisa Gerrard & David Kuckhermann
  - Beloved von Snatam Kaur
  - Molecules of Motion von Steve Roach
  - Moku Maluhia – Peaceful Island von Jim Kimo West

## Jazz
Beste Solo-Jazzimprovisation (Best Improvised Jazz Solo):
- Don’t Fence Me In von John Daversa (John Daversa Big Band featuring DACA Artists)
- nominiert waren außerdem:
  - Some of That Sunshine von Regina Carter (Karrin Allyson)
  - We See von Fred Hersch
  - De-dah von Brad Mehldau (Brad Behldau Trio)
  - Cadenas von Miguel Zenón (Miguel Zenón featuring Spektral Quartet)

Bestes Jazz-Gesangsalbum (Best Jazz Vocal Album):
- The Window von Cécile McLorin Salvant
- nominiert waren außerdem:
  - My Mood Is You von Freddy Cole
  - The Questions von Kurt Elling
  - The Subject Tonight Is Love von Kate McGarry, Keith Ganz & Gary Versace
  - If You Really Want von Raul Midón mit dem Metropole Orkest unter Leitung von Vince Mendoza

Bestes Jazz-Instrumentalalbum (Best Jazz Instrumental Album):
- Emanon vom Wayne Shorter Quartet
- nominiert waren außerdem:
  - Diamond Cut von Tia Fuller
  - Live in Europe vom Fred Hersch Trio
  - Seymour Reads the Constitution! vom Brad Mehldau Trio
  - Still Dreaming von Joshua Redman, Ron Miles, Scott Colley & Brian Blade

Bestes Album eines Jazz-Großensembles (Best Large Jazz Ensemble Album):
- American Dreamers: Voices of Hope, Music of Freedom von der John Daversa Big Band featuring DACA Artists
- nominiert waren außerdem:
  - All About That Basie vom Count Basie Orchestra unter Leitung von Scotty Barnhart
  - Presence von Orrin Evans and the Captain Black Big Band
  - All Can Work vom John Hollenbeck Large Ensemble
  - Barefoot Dances and Other Visions von Jim McNeely and the Frankfurt Radio Big Band

Bestes Latin-Jazz-Album (Best Latin Jazz Album):
- Back to the Sunset von der Dafnis Prieto Big Band
- nominiert waren außerdem:
  - Heart of Brazil vom Eddie Daniels
  - West Side Story Reimagined von der Bobby Sanabria Multiverse Big Band
  - Cinque von Elio Villafranca
  - Yo soy la tradición von Miguel Zenón featuring Spektral Quartet

## Gospel / Christliche Popmusik
Beste Darbietung / bester Song Gospel (Best Gospel Performance / Song):
- Never Alone von Tori Kelly featuring Kirk Franklin (Autoren: Kirk Franklin, Victoria Kelly)
- nominiert waren außerdem:
  - You Will Win von Jekalyn Carr (Autoren: Allen Carr, Jekalyn Carr)
  - Won’t He Do It von Koryn Hawthorne (Autorin: Koryn Hawthorne)
  - Cycles von Jonathan McReynolds featuring Doe (Autoren: Jonathan McReynolds, Will Reagan)
  - A Great Work von Brian Courtney Wilson (Autoren: Aaron W. Lindsey, Alvin Richardson, Brian Courtney Wilson)

Bester Darbietung / bester Song der christlichen Popmusik (Best Contemporary Christian Music Performance / Song):
- You Say von Lauren Daigle (Autoren: Lauren Daigle, Jason Ingram, Paul Mabury)
- nominiert waren außerdem:
  - Reckless Love von Cory Asbury (Autoren: Cory Asbury, Caleb Culver, Ran Jackson)
  - Joy von For King & Country (Autoren: Ben Glover, Matt Hales, Stephen Blake Kanicka, Seth Mosley, Joel Smallbone, Luke Smallbone, Tedd Tjornhom)
  - Grace Got You von MercyMe featuring John Reuben (Autoren: David Garcia, Ben Glover, MercyMe, Solomon Olds, John Reuben)
  - Known von Tauren Wells (Autoren: Ethan Hulse, Jordan Sapp, Tauren Wells)

Bestes Gospel-Album (Best Gospel Album):
- Hiding Place von Tori Kelly
- nominiert waren außerdem:
  - One Nation Under God von Jekalyn Carr
  - Make Room von Jonathan McReynolds
  - The Other Side von der Walls Group
  - A Great Work von Brian Courtney Wilson

Bestes Album der christlichen Popmusik (Best Contemporary Christian Music Album):
- Look Up Child von Lauren Daigle
- nominiert waren außerdem:
  - Hallelujah Here Below von Elevation Worship
  - Living with a Fire von Jesus Culture
  - Surrounded von Michael W. Smith
  - Survivor: Live from Harding Prison von Zach Williams

Bestes Roots-Gospel-Album (Best Roots Gospel Album):
- Unexpected von Jason Crabb
- nominiert waren außerdem:
  - Clear Skies von Ernie Haase & Signature Sound
  - Favorites: Revisited by Request von den Isaacs
  - Still Standing von den Martins
  - Love Love Love von Gordon Mote

## Latin
Bestes Latin-Pop-Album (Best Latin Pop Album):
- Sincera von Claudia Brant
- nominiert waren außerdem:
  - Prometo von Pablo Alborán
  - Musas (un homenaje al folclore latinoamercano en manos de los Macorinos), vol. 2 von Natalia Lafourcade
  - 2:00 AM von Raquel Sofía
  - Vives von Carlos Vives

Bestes Latin-Rock-, Urban- oder Alternative-Album (Best Latin Rock, Urban or Alternative Album):
- Aztlán von Zoé
- nominiert waren außerdem:
  - Claroscura von Aterciopelados
  - Coastcity von Coastcity
  - Encanto tropical von Monsieur Periné
  - Gourmet von den Orishas

Bestes Album mit regionaler mexikanischer Musik einschließlich Tejano (Best Regional Mexican Music Album – Including Tejano):
- ¡México por siempre! von Luis Miguel
- nominiert waren außerdem:
  - Primero soy Mexicana von Ángela Aguilar
  - Mitad y mitad von Calibre 50
  - Totalmente Juan Gabriel vol. II von Aida Cuevas
  - Cruzando borders von den Texmaniacs
  - Leyendas de mi pueblo von Mariachi Sol de Mexico de José Hernández

Bestes Tropical-Latinalbum (Best Tropical Latin Album):
- Anniversary vom Spanish Harlem Orchestra
- nominiert waren außerdem:
  - Pa’ mi gente von Charlie Aponte
  - Legado von Formell y los Van Van
  - Orquesta Akokán von Orquesta Akokán
  - Ponle actitud von Felipe Peláez

## Amerikanische Wurzeln (American Roots)
Beste American-Roots-Darbietung (Best American Roots Performance):
- The Joke von Brandi Carlile
- nominiert waren außerdem:
  - Kick Rocks von Sean Ardoin
  - Saint James Infirmary Blues von Jon Batiste
  - All on My Mind von Anderson East
  - Last Man Standing von Willie Nelson

Bestes American-Roots-Lied (Best American Roots Song):
- The Joke von Brandi Carlile (Autoren: Brandi Carlile, Dave Cobb, Phil Hanseroth, Tim Hanseroth)
- nominiert waren außerdem:
  - All the Trouble von Lee Ann Womack (Autoren: Waylon Payne, Lee Ann Womack, Adam Wright)
  - Build a Bridge von Mavis Staples (Autor: Jeff Tweedy)
  - Knockin’ on Your Screen Door von John Prine (Autoren: Pat McLaughlin, John Prine)
  - Summer’s End von John Prine (Autoren: Pat McLaughlin, John Prine)

Bestes Americana-Album (Best Americana Album):
- By the Way, I Forgive You von Brandi Carlile
- nominiert waren außerdem:
  - Things Have Changed von Bettye LaVette
  - The Tree of Forgiveness von John Prine
  - The Lonely, the Lonesome & the Gone von Lee Ann Womack
  - One Drop of Truth von den Wood Brothers

Bestes Bluegrass-Album (Best Bluegrass Album):
- The Travelin’ McCourys von den Travelin’ McCourys
- nominiert waren außerdem:
  - Portraits in Fiddles von Mike Barnett
  - Sister Sadie II von Sister Sadie
  - Rivers and Roads von Special Consensus
  - North of Despair von Wood & Wire

Bestes traditionelles Blues-Album (Best Traditional Blues Album):
- The Blues Is Alive and Well von Buddy Guy
- nominiert waren außerdem:
  - Something Smells Funky ’Round Here vom Elvin Bishop’s Big Fun Trio
  - Benton Country Relic von Cedric Burnside
  - No Mercy in This Land von Ben Harper and Charlie Musselwhite
  - Don’t You Feel My Leg (The Naughty Bawdy Blues of Blue Lu Barker) von Maria Muldaur

Bestes zeitgenössisches Blues-Album (Best Contemporary Blues Album):
- Please Don’t Be Dead von Fantastic Negrito
- nominiert waren außerdem:
  - Here in Babylon von Teresa James and the Rhythm Tramps
  - Cry No More von Danielle Nicole
  - Out of the Blues von Boz Scaggs
  - Victor Wainwright and the Train von Victor Wainwright and the Train

Bestes Folkalbum (Best Folk Album):
- All Ashore von den Punch Brothers
- nominiert waren außerdem:
  - Whistle Down the Wind von Joan Baez
  - Black Cowboys von Dom Flemons
  - Rifles & Rosary Beads von Mary Gauthier
  - Weed Garden von Iron & Wine

Bestes Album mit Musik mit regionalen Wurzeln (Best Regional Roots Music Album):
- No ʻaneʻi von Kalani Peʻa
- nominiert waren außerdem:
  - Kreole Rock and Soul von Sean Ardoin
  - Spyboy von Cha Wa
  - Aloha from Na Hoa von Na Hoa
  - Mewasinsational – Cree Round Dance Songs von Young Spirit

## Reggae
Bestes Reggae-Album (Best Reggae Album):
- 44/876 von Sting & Shaggy
- nominiert waren außerdem:
  - As the World Turns von Black Uhuru
  - Reggae Forever von Etana
  - Rebellion Rises von Ziggy Marley
  - A Matter of Time von Protoje

## Weltmusik
Bestes Weltmusikalbum (Best World Music Album):
- Freedom von Soweto Gospel Choir
- nominiert waren außerdem:
  - Deran von Bombino
  - Fenfo von Fatoumata Diawara
  - Black Times von Seun Kuti & Egypt 80
  - The Lost Songs of World War II von Yiddish Glory

## Für Kinder
Bestes Kinderalbum (Best Children’s Album):
- All the Sounds von Lucy Kalantary and the Jazz Cats
- nominiert waren außerdem:
  - Building Blocks von Tim Kubart
  - Falu’s Bazaar von Falu
  - Giants of Science von den Pop Ups
  - The Nation of Imagine von Frank & Deane

## Sprache
Bestes gesprochenes Album (eingeschlossen Lyrik, Hörbücher und Storytelling) (Best Spoken Word Album – includes poetry, audio books & storytelling):
- Faith – A Journey for All von Jimmy Carter
- nominiert waren außerdem:
  - Accessory to War gelesen von Courtney B. Vance (Buchautoren: Neil deGrasse Tyson & Avis Lang)
  - Calypso von David Sedaris
  - Creative Quest von Questlove
  - The Last Black Unicorn von Tiffany Haddish

## Comedy
Bestes Comedyalbum (Best Comedy Album):
- Equanimity & the Bird Revelation von Dave Chappelle
- nominiert waren außerdem:
  - Annihilation von Patton Oswalt
  - Noble Ape von Jim Gaffigan
  - Standup for Drummers von Fred Armisen
  - Tamborine von Chris Rock

## Musical-Theater
Bestes Musical-Theater-Album (Best Musical Theater Album):
- The Band’s Visit von der Original Broadway Cast mit Etai Benson, Adam Kantor, Katrina Lenk und Ari’el Stachel (Produzenten: Dean Sharenow, David Yazbek; Text und Musik: David Yazbek)
- nominiert waren außerdem:
  - Carousel von der 2018 Broadway Cast mit Renée Fleming, Alexander Gemignani, Joshua Henry, Lindsay Mendez und Jessie Mueller (Produzent: Steven Epstein; Musik: Richard Rodgers, Text: Oscar Hammerstein II)
  - Jesus Christ Superstar Live in Concert von der Original Television Cast mit Sara Bareilles, Alice Cooper, Ben Daniels, Brandon Victor Dixon, Erik Grönwall, Jin Ha, John Legend, Norm Lewis und Jason Tam (Produzent: Harvey Mason Jr.; Musik: Andrew Lloyd Webber, Text: Tim Rice)
  - My Fair Lady von der 2018 Broadway Cast mit Lauren Ambrose, Norbert Leo Butz und Harry Hadden-Paton (Produzenten: Andre Bishop, Van Dean, Hattie K. Jutagir, David Lai, Adam Siegel, Ted Sperling; Musik: Frederick Loewe, Text: Alan Jay Lerner)
  - Once on This Island von der New Broadway Cast mit Phillip Boykin, Merle Dandridge, Quentin Earl Darrington, Hailey Kilgore, Kenita R. Miller, Alex Newell, Isaac Powell und Lea Salonga (Produzenten: Lynn Ahrens, Hunter Arnold, Ken Davenport, Stephen Flaherty, Elliot Scheiner; Musik: Stephen Flaherty, Text: Lynn Ahrens)

## Musik für visuelle Medien (Film, Fernsehen, Videospiele usw.)
Bester zusammengestellter Soundtrack für visuelle Medien (Best Compilation Soundtrack for Visual Media):
- The Greatest Showman von verschiedenen Interpreten
- nominiert waren außerdem:
  - Call Me by Your Name von verschiedenen Interpreten
  - Deadpool 2 von verschiedenen Interpreten
  - Lady Bird von verschiedenen Interpreten
  - Stranger Things von verschiedenen Interpreten

Bester komponierter Soundtrack für visuelle Medien (Best Score Soundtrack for Visual Media):
- Black Panther von Ludwig Göransson
- nominiert waren außerdem:
  - Blade Runner 2049 von Benjamin Wallfisch & Hans Zimmer
  - Coco von Michael Giacchino
  - The Shape of Water von Alexandre Desplat
  - Star Wars: The Last Jedi von John Williams

Bester Song geschrieben für visuelle Medien (Best Song Written for Visual Media):
- Shallow von Lady Gaga & Bradley Cooper (Autoren: Lady Gaga, Mark Ronson, Anthony Rossomando, Andrew Wyatt; Film: A Star Is Born)
- nominiert waren außerdem:
  - All the Stars von Kendrick Lamar & SZA (Autoren: Kendrick Duckworth, Solána Rowe, Al Shuckburgh, Mark Spears, Anthony Tiffith; Film: Black Panther)
  - Mystery of Love von Sufjan Stevens (Autor: Sufjan Stevens; Film: Call Me by Your Name)
  - Remember Me von Miguel featuring Natalia Lafourcade (Autoren: Kristen Anderson-Lopez, Robert Lopez; Film: Coco)
  - This Is Me von Keala Settle & the Greatest Showman Ensemble (Autoren: Benji Pasek, Justin Paul; Film: The Greatest Showman)

## Komposition/Arrangement
Beste Instrumentalkomposition (Best Instrumental Composition):
- Blut und Boden (Blood and Soil) von Terence Blanchard (Komponist: Terence Blanchard)
- nominiert waren außerdem:
  - Chrysalis von Kittel & Co. (Komponist: Jeremy Kittel)
  - Infinity War von Alan Silvestri (Komponist: Alan Silvestri)
  - Mine Mission von John Powell & John Williams (Komponist: John Powell, John Williams)
  - The Shape of Water von Alexandre Desplat (Komponist: Alexandre Desplat)

Bestes Instrumental- oder A-cappella-Arrangement (Best Arrangement, Instrumental Or A Cappella):
- Stars and Stripes Forever von der John Daversa Big Band feat. DACA Artists (Arrangeur: John Daversa)
- nominiert waren außerdem:
  - Batman Theme (TV) von Randy Waldman feat. Wynton Marsalis (Arrangeure: Randy Waldman, Justin Wilson)
  - Change the World von Take 6 (Arrangeur: John Powell)
  - Madrid Finale von John Powell (Arrangeur: John Powell)
  - The Shape of Water von Alexandre Desplat (Arrangeur: Alexandre Desplat)

Bestes Arrangement von Instrumenten und Gesang (Best Arrangement, Instruments and Vocals):
- Spiderman Theme von Randy Waldman featuring Take 6 and Chris Potter (Arrangeure: Mark Kibble, Randy Waldman, Justin Wilson)
- nominiert waren außerdem:
  - It Was a Very Good Year von Willie Nelson (Arrangeure: Matt Rollings, Kristin Wilkinson)
  - Jolene von Dan Pugach (Arrangeure: Dan Pugach, Nicole Zuraitis)
  - Mona Lisa von Gregory Porter (Arrangeur: Vince Mendoza)
  - Niña von Magos Herrera & Brooklyn Rider (Arrangeur: Gonzalo Grau)

## Sonderausgaben
Bestes Aufnahme-Paket (Best Recording Package):
- Masseduction von St. Vincent (Künstlerischer Leiter: Willo Perron)
- nominiert waren außerdem:
  - Be the Cowboy von Mitski (Künstlerische Leiterin: Mary Banas)
  - Love Yourself: Tear von BTS (Künstlerischer Leiter: Doohee Lee)
  - The Offering von The Chairman (Künstlerischer Leiter: Qing-Yang Xiao)
  - Well Kept Thing von Foxhole (Künstlerischer Leiter: Adam Moore)

Bestes Paket als Box oder limitierte Sonderausgabe (Best Boxed or Special Limited Edition Package):
- Squeeze Box: The Complete Works of “Weird Al” Yankovic von Weird Al Yankovic (Künstlerische Leiter: Meghan Foley, Annie Stoll, Al Yankovic)
- nominiert waren außerdem:
  - Appetite for Destruction (Locked n’ Loaded Box) von Guns n’ Roses (Künstlerische Leiter: Arian Buhler, Charles Dooher, Jeff Fura, Scott Sandler, Matt Taylor)
  - I’ll Be Your Girl von den Decemberists (Künstlerische Leiter: Carson Ellis, Jeri Heiden, Glen Nakasako)
  - Pacific Northwest ’73–’74: The Complete Recordings von Grateful Dead (Künstlerische Leiter: Lisa Glines, Doran Tyson, Roy Henry Vickers)
  - Too Many Bad Habits von Johnny Nicholas (Künstlerische Leiterinnen: Sarah Dodds, Shauna Dodds)

## Begleittexte
Bester Album-Begleittext (Best Album Notes):
- Voices of Mississippi: Artists and Musicians Documented by William Ferris von verschiedenen Interpreten (Verfasser: David Evans)
- nominiert waren außerdem:
  - Alpine Dreaming: The Helvetia Records Story, 1920-1924 von verschiedenen Interpreten (Verfasser: James P. Leary)
  - 4 Banjo Songs, 1891-1897: Foundational Recordings of America's Iconic Instrument von Charles A. Asbury (Verfasser: Richard Martin, Ted Olson)
  - The 1960 Time Sessions vom Sonny Clark Trio (Verfasser: Ben Ratliff)
  - The Product of Our Souls: The Sound and Sway of James Reese Europe’s Society Orchestra von verschiedenen Interpreten (Verfasser: David Gilbert)
  - Trouble No More: The Bootleg Series Vol. 13/1979-1981 (Deluxe Edition) von Bob Dylan (Verfasser: Amanda Petrusich)

## Historisches
Bestes historisches Album (Best Historical Album):
- Voices of Mississippi: Artists and Musicians Documented by William Ferris von verschiedenen Interpreten (Produzenten der Zusammenstellung: William Ferris, April G. Ledbetter, Steven Lance Ledbetter; Technik: Michael Graves)
- nominiert waren außerdem:
  - Any Other Way von Jackie Shane (Produzenten der Zusammenstellung: Rob Bowman, Douglas McGowan, Rob Sevier, Ken Shipley; Technik: Jeff Lipton)
  - At the Louisiana Hayride Tonight … von verschiedenen Interpreten (Produzent der Zusammenstellung: Martin Hawkins; Technik: Christian Zwarg)
  - Battleground Korea: Songs and Sounds of America's Forgotten War von verschiedenen Interpreten (Produzent der Zusammenstellung: Hugo Keesing; Technik: Christian Zwarg)
  - A Rhapsody in Blue: The Extraordinary Life of Oscar Levant von Oscar Levant (Produzent der Zusammenstellung: Robert Russ; Technik: Andreas K. Meyer, Rebekah Wineman)

## Produktion, ohne Klassik
Beste Abmischung eines Albums, ohne Klassik (Best Engineered Album, Non-Classical):
- Colors von Beck (Technik: Julian Burg, Serban Ghenea, David Greenbaum, John Hanes, Beck Hansen, Greg Kurstin, Florian Lagatta, Cole M.G.N., Alex Pasco, Jesse Shatkin, Darrell Thorp, Cassidy Turbin; Mastering: Chris Bellman, Tom Coyne, Emily Lazar, Randy Merrill)
- nominiert waren außerdem:
  - All the Things That I Did and All the Things That I Didn’t Do von den Milk Carton Kids (Technik: Ryan Freeland, Kenneth Pattengale; Mastering: Kim Rosen)
  - Earthtones von Bahamas (Technik: Robbie Lackritz; Mastering: Philip Shaw Bova)
  - Head over Heels von Chromeo (Technik: Nathaniel Alford, Jason Evigan, Chris Galland, Tom Gardner, Patrick Gemayel, Serban Ghenea, John Hanes, Tony Hoffer, Derek Keota, Ian Kirkpatrick, David Macklovitch, Amber Mark, Manny Marroquin, Vaughn Oliver, Chris „TEK“ O’Ryan, Morgan Taylor Reid, Gian Stone; Mastering: Chris Gehringer, Michelle Mancini)
  - Voicenotes von Charlie Puth (Technik: Manny Marroquin, Charlie Puth; Mastering: Dave Kutch)

Produzent des Jahres, ohne Klassik (Producer of the Year, Non-Classical):
- Pharrell Williams
- nominiert waren außerdem:
  - Boi-1da
  - Larry Klein
  - Linda Perry
  - Kanye West

Beste Remix-Aufnahme (Best Remixed Recording):
- Walking Away von Haim: Mura Masa Remix von Alex Crossan
- nominiert waren außerdem:
  - Audio von LSD: CID Remix von Carlos Cid
  - How Long von Charlie Puth: EDX’s Dubai Skyline Remix von Maurizio Colella
  - Only Road von Gabriel & Dresden featuring Sub Teal: Cosmic Gate Remix von Stefan Bossems und Claus Terhoeven
  - Stargazing von Kygo featuring Justin Jesso: Kaskade Remix von Ryan Raddon

## Produktion, Immersive Audio
Bestes Immersive-Audio-Album (Best Immersive Audio Album):
- Eye in the Sky (35th Anniversary Edition) vom Alan Parsons Project (Technik: Alan Parsons, Dave Donnelly, Paul Josef Olsson)
- nominiert waren außerdem:
  - Folketoner von Det Norske Jentekor unter Leitung von Anne Karin Sundal-Ask (Technik: Morten Lindberg)
  - Seven Words from the Cross von Skylark unter Leitung von Matthew Guard (Technik: Daniel Shores, Dan Merceruio)
  - Sommerro: Ujamaa & The Iceberg vom Trondheim Symphony Orchestra & Choir unter Leitung von Ingar Heine Bergby (Technik: Morten Lindberg)
  - Symbol vom Engine-Earz Experiment (Technik: Prashant Mistry, Ronald Prent, Darcy Proper)

## Produktion, Klassik
Beste Abmischung eines Albums, Klassik (Best Engineered Album, Classical):
- Shostakovich: Symphonies No. 4 & No. 11 vom Boston Symphony Orchestra unter Leitung von Andris Nelsons (Technik: Shawn Murphy, Nick Squire, Tim Martyn)
- nominiert waren außerdem:
  - Bates: The (R)evolution of Steve Jobs von Garrett Sorenson, Wei Wu, Sasha Cooke, Edward Parks, Jessica E. Jones und dem Santa Fe Opera Orchestra unter Leitung von Michael Christie (Technik: Mark Donahue, Dirk Sobotka)
  - Beethoven: Symphony No. 3; Strauss: Horn Concerto No. 1 vom Pittsburgh Symphony Orchestra unter Leitung von Manfred Honeck (Technik: Mark Donahue)
  - John Williams at the Movies von den Dallas Winds unter Leitung von Jerry Junkin (Technik: Keith O. Johnson, Sean Royce Martin)
  - Liquid Melancholy: Clarinet Music of James M. Stephenson von John Bruce Yeh (Technik: Bill Maylone, Mary Mazurek)
  - Visions and Variations von A Far Cry (Technik: Tom Caulfield, Jesse Lewis)

Klassikproduzent des Jahres (Producer of the Year, Classical):
- Blanton Alspaugh
- nominiert waren außerdem:
  - David Frost
  - Elizabeth Ostrow
  - Judith Sherman
  - Dirk Sobotka

## Klassische Musik
Beste Orchesterdarbietung (Best Orchestral Performance):
- Shostakovich: Symphonies No. 4 & No. 11 vom Boston Symphony Orchestra unter Leitung von Andris Nelsons
- nominiert waren außerdem:
  - Beethoven: Symphony No. 3; Strauss: Horn Concerto No. 1 vom Pittsburgh Symphony Orchestra unter Leitung von Manfred Honeck
  - Nielsen: Symphony No. 3 & Symphony No. 4 von der Seattle Symphony unter Leitung von Thomas Dausgaard
  - Ruggles, Stucky & Harbison: Orchestral Works vom National Orchestral Institute Philharmonic unter Leitung von David Alan Miller
  - Schumann: Symphonies Nos. 1 – 4 von der San Francisco Symphony unter Leitung von Michael Tilson Thomas

Beste Opernaufnahme (Best Opera Recording):
- Bates: The (R)evolution of Steve Jobs von Garrett Sorenson, Wei Wu, Sasha Cooke, Edward Parks, Jessica E. Jones und dem Santa Fe Opera Orchestra unter Leitung von Michael Christie (Produzentin: Elizabeth Ostrow)
- nominiert waren außerdem:
  - Adams: Doctor Atomic von Aubrey Allicock, Julia Bullock, Gerald Finley, Brindley Sherratt, dem BBC Symphony Orchestra und den BBC Singers unter Leitung von John Adams (Produzent: Friedemann Engelbrecht)
  - Lully: Alceste von Edwin Crossley-Merer, Emiliano Gonzalez Toro, Judith van Wanroij, Les Talens Lyriques und dem Choeur de Chambre de Namur unter Leitung von Christophe Rousset (Produzent: Maximilien Ciup)
  - R. Strauss: Der Rosenkavalier mit Renée Fleming, Elīna Garanča, Günther Groissböck, Erin Morley, dem Metropolitan Opera Orchestra und dem Metropolitan Opera Chorus unter Leitung von Sebastian Weigle (Produzent: David Frost)
  -  Verdi: Rigoletto von Francesco Demuro, Dmitri Hvorostovsky, Nadine Sierra, dem Kaunas City Symphony Orchestra und dem Men of the Kaunas State Choir unter Leitung von Constantine Orbelian (Produzenten: Vilius Keras, Aleksandra Keriene)

Beste Chordarbietung (Best Choral Performance):
- McLoskey: Zealot Canticles von Doris Hall-Gulati, Rebecca Harris, Arlen Hlusko, Lorenzo Raval, Mandy Wolman und The Crossing unter Leitung von Donald Nally
- nominiert waren außerdem:
  - Chesnokov: Teach Me Thy Statutes von Mikhail Davydow, Vladimir Krasov und dem PaTRAM Institute Male Choir unter Leitung von Vladimir Gorbik
  - Katalsky: Memory Eternal vom Clarion Choir unter Leitung von Steven Foy
  - Rachmaninov: The Bells von Oleg Dolgov, Alexey Markov, Tatiana Pavlovskaya, dem Symphonieorchester des Bayerischen Rundfunks unter Leitung von Mariss Jansons und dem Chor des Bayerischen Rundfunks unter Leitung von Peter Dijkstra
  - Seven Words from the Cross von Skylark unter Leitung von Matthew Guard

Beste Kammermusik-/Kleinensembledarbietung (Best Chamber Music/Small Ensemble Performance):
- Anderson: Landfall von Laurie Anderson und dem Kronos Quartet
- nominiert waren außerdem:
  - Beethoven, Shostakovich & Bach vom Danish String Quartet
  - Blueprinting vom Aizuri Quartet
  - Stravinsky: The Rite of Spring; Concerto for Two Pianos von Leif Ove Andsnes und Marc-André Hamelin
  - Visions and Variations von A Far Cry

Bestes klassisches Instrumentalsolo (Best Classical Instrumental Solo):
- Kernis: Violin Concerto von James Ehnes mit dem Seattle Symphony unter Leitung von Ludovic Morlot
- nominiert waren außerdem:
  - Bartók: Piano Concerto No. 2 von Yuja Wang mit den Berliner Philharmonikern unter Leitung von Sir Simon Rattle
  - Biber: The Mystery Sonatas von Christina Day Martinson mit dem Boston Baroque unter Leitung von Martin Pearlman
  - Bruch: Scottish Fantasy, op.46; Violin Concerto No. 1 in G Minor, op. 26 von Joshua Bell mit der Academy of St. Martin in the Fields
  - Glass: Three Pieces in the Shape of a Square von Craig Morris

Bestes klassisches Sologesangsalbum (Best Classical Solo Vocal Album):
- Songs of Orpheus – Monteverdi, Caccini, D’India & Landi von Karim Sulayman mit dem Ensemble Apollo’s Fire unter Leitung von Jeannette Sorrell
- nominiert waren außerdem:
  - ARC von Anthony Roth Costanzo mit den Violons du Roy unter Leitung von Jonathan Cohen
  - The Händel Album von Philippe Jaroussky mit dem Ensemble Artaserse
  - Mirages von Sabine Devieilhe mit Alexandre Tharaud, Marianne Crebassa, Jodie Devos und Les Siècles unter Leitung von François-Xavier Roth
  - Schubert: Winterreise von Randall Scarlata mit Begleitung von Gilbert Kalish

Bestes klassisches Sammelprogramm (Best Classical Compendium):
- Fuchs: Piano Concerto ‘Spiritualist’; Poems of Life; Glacier; Rush vom London Symphony Orchestra unter Leitung von JoAnn Falletta (Produzent: Tim Handley)
- nominiert waren außerdem:
  - Gold von den King’s Singers (Produzent: Nigel Short)
  - The John Adams Edition von den Berliner Philharmonikern unter Leitung von Sir Simon Rattle (Produzent: Christoph Franke)
  - John Williams at the Movies von den Dallas Winds unter Leitung von Jerry Junkin (Produzent: Donald J. McKinney)
  - Vaughan Williams: Piano Concerto; Oboe Concerto; Serenade to Music; Flos Campi vom Toronto Symphony Orchestra unter Leitung von Peter Oundjian (Produzent: Blanton Alspaugh)

Beste zeitgenössische klassische Komposition (Best Contemporary Classical Composition):
- Violin Concerto von Aaron Jay Kernis (Interpreten: James Ehnes mit der Seattle Symphony unter Leitung von Ludovic Morlot)
- nominiert waren außerdem:
  - The (R)evolution of Steve Jobs von Mason Bates, Komponist, und Mark Campbell, Librettist (Interpreten: Garrett Sorenson, Wei Wu, Sasha Cooke, Edward Parks, Jessica E. Jones und dem Santa Fe Opera Orchestra unter Leitung von Michael Christie)
  - Air Glow von Du Yun (Interpret: International Contemporary Ensemble)
  - Great Scott von Jake Heggie, Komponist, und Terrence McNally, Librettist (Interpreten: Manuel Palazzo, Mark Hancock, Michael Mayes, Rodell Rosel, Kevin Burdette, Anthony Roth Costanzo, Nathan Gunn, Frederica von Stade, Ailyn Pérez, Joyce DiDonato und dem Dallas Opera Chorus & Orchestra unter Leitung von Patrick Summers)
  - Vespers for Violin von Missy Mazzoli (Interpretin: Olivia de Prato)

## Musikvideo / -film
Bestes Musikvideo (Best Music Video):
- This Is America von Childish Gambino (Regie: Hiro Murai; Produzenten: Ibra Ake, Jason Cole, Fam. Rothstein)
- nominiert waren außerdem:
  - Apeshit von den Carters (Regie: Ricky Saiz; Produzenten: Mélodie Buchris, Natan Schottenfels, Erinn Williams)
  - I’m Not Racist von Joyner Lucas (Regie: Joyner Lucas, Ben Proulx; Produzent: Joyner Lucas)
  - Pynk von Janelle Monáe (Regie: Emma Westenburg; Produzenten: Justin Benoliel, Whitney Jackson)
  - Mumbo Jumbo von Tierra Whack (Regie: Marco Prestini; Produzentin: Sara Nassim)

Bester Musikfilm (Best Music Film):
- Quincy von Quincy Jones (Regie: Alan Hicks, Rashida Jones; Produzentin: Paula DuPré Pesmen)
- nominiert waren außerdem:
  - Life in 12 Bars von Eric Clapton (Regie: Lili Fini Zanuck; Produzenten: John Battsek, Scooter Weintraub, Larry Yelen, Lili Fini Zanuck)
  - Whitney von Whitney Houston (Regie: Kevin Macdonald; Produzenten: Jonathan Chinn, Simon Chinn, Lisa Erspamer)
  - Itzhak von Itzhak Perlman (Regie und Produzentin: Alison Chernick)
  - The King von Elvis Presley (Regie: Eugene Jarecki; Produzent: Christopher Firerson, Georgina Hill, David Kuhn, Christopher St. John)